# Juliette Gordon Low

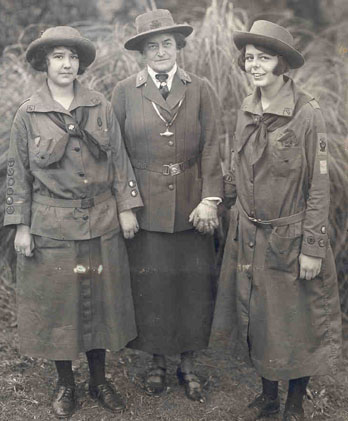
Juliette Gordon Low (giữa) chụp hình với hai Nữ Hướng đạo sinh

Juliette Gordon Low (31 tháng 10 năm 1860 – 17 tháng 1 năm 1927) là một lãnh đạo thanh thiếu niên Mỹ và người sáng lập ra Hội Nữ Hướng đạo Mỹ năm 1912.

## Tiểu sử

### Thời thơ ấu
Bà có tên lúc mới sinh là Juliette Magill Kinzie Gordon, sinh ra tại Savannah, Georgia. Bà có biệt danh là "Daisy" (cây hoa cúc) sau khi chú của bà thấy bà lúc nhỏ và nói, "Tôi chắc con bé này là một hoa cúc!"  Gia đình mẹ của bà ở Chicago và cha của bà là một đại úy của Liên minh các tiểu bang Mỹ (Confederate States of America) trong cuộc nội chiến Hoa Kỳ. "Hoa cúc" luôn nhảy vào những trò chơi, sở thích và ý tưởng mới. Một trong những biệt danh khác của bà là "chiếc thuyền nhỏ." Bà có biệt danh này khi bà sống với ông bà ngoại tại Chicago trong lúc nội chiến. Ông ngoại John Kinzie của bà là một người bản thổ châu Mỹ và bé Juliette thường hay chơi đùa với trẻ em bản thổ châu Mỹ. Juliette thích nghe kể chuyện về bà cố của mình bị người bản thổ châu Mỹ bắt. Mặc dù bà cố bị bắt nhưng bà cố vẫn vui tươi, vì vậy người bản thổ châu Mỹ bắt đầu gọi bà cố là "chiếc thuyền nhỏ đầy đủ cánh buồm" (Little-Ship-Under-Full-Sail). Bà cố trở thành con gái nuôi của tù trưởng bộ lạc Seneca và cũng là nhà trồng bắp trong những năm bà cố sinh sống với bộ lạc. Sau cùng, bộ lạc Seneca nói họ sẽ cho bà cố bất cứ món quà nào mà bà cố muốn, và bà cố đã chọn về nhà. Bộ lạc Seneca cho bà đi. Biệt danh ngắn hơn được truyền lại cho bé Juliette.
Juliette được giáo dục trong những trường nội trú nổi tiếng trong số đó có Học viện Nữ Virginia (bây giờ là Trường Stuart Hall) và Mesdemoiselles Charbonniers (một trường nữ công Pháp tại Thành phố New York).

### Lớn lên và hôn nhân
Khi khoảng 25 tuổi, Juliette bị nhiễm trùng tai và được điều trị với AgNO3. Việc điều trị đã gây tổn thương lỗ tai của bà và làm bà mất khả năng nghe rõ bên tai đó.
Lúc 26 tuổi, bà kết hôn với William Mackay "Willy" Low, con trai của một người buôn bông vải giàu có ở Savannah và Anh Quốc. Mẹ của ông là người địa phương Savannah, Georgia. Hôn lễ được cử hành ngày 21 tháng 12 năm 1886 trùng với chu niên kết hôn lần thứ 29 của cha mẹ bà. Một hạt lúa tung lên trong hôn lễ bị kẹt trong tai nguyên vẹn của bà. Khi nó được lấy ra thì mảng nhĩ bị thủng và bị nhiễm trùng làm cho bà bị hoàn toàn điếc bên tai đó. Thính giác của bà bị hạn chế rất nhiều trong suốt cuộc đời còn lại của bà.
Hôn nhân của bà với ông Low đến kết cuộc vẫn không có con. Mặc dù hai ông bà sang Anh sống nhưng bà tiếp tục đi lại và phân chia thời gian sống tại Vương quốc Anh và Mỹ. Trong Chiến tranh Tây Ban Nha-Mỹ, bà trở lại Mỹ để tiếp sức cho nỗ lực chiến tranh. Bà giúp mẹ của bà lập một bịnh viện phục hồi dành cho các chiến sĩ bị thương trở về từ Cuba. Cha của bà được gọi trở lại hiện dịch với chức vụ là một vị tướng quân trong Quân đội Mỹ và phục vụ tại Ủy ban Hòa bình Puerto Rico.
Đầu năm 1901, vì chồng bà bội tình, Juliette có ý định ly dị. Tuy nhiên, chồng của bà mất vào năm 1905 trước khi thủ tục ly dị hoàn tất cuối cùng. Khi di chúc của ông được công bố thì bà mới biết rằng ông đã để lại tiền tài của mình cho người vợ bé. Bà còn lại phần tiền cấp dưỡng nhỏ nhoi dành cho quá phụ. Chính trong năm 1911 Juliette gặp anh hùng Đệ nhị Chiến tranh Boer (và là người sáng lập ra phong trào Hướng đạo) Robert Baden-Powell, vợ của ông Olave Baden-Powell, và em gái của ông Agnes Baden-Powell. Bà và Sir Robert Baden Powell chia sẻ một niềm say mê về hội họa và điêu khắc.

### Hoạt động Hướng đạo
Trong lúc ở Vương quốc Anh, Juliette làm một huynh trưởng Nữ Hướng đạo cho các đoàn nữ bà tổ chức tại Scotland và London.  Lúc quay về Mỹ năm 1912, Juliette đánh một cú điện thoại lịch sử đến một người anh em họ: "Đến đây ngay! Tôi có việc này cho các bé gái ở Savannah, và cả nước Mỹ, và cả thế giới, và chúng ta sẽ bắt đầu nó tối nay!" Vào ngày 12 tháng 3 năm 1912, Juliette tập họp 18 bé gái để ghi tên cho đoàn nữ đầu tiên của Nữ Hướng đạo Mỹ.  Margaret "Daisy Doots" Gordon, cháu gái của bà, là thành viên ghi tên đầu tiên nhưng không tham dự buổi họp mặt đầu tiên. Tổ chức được tái tổ chức vào năm 1915 và Juliette trở thành chủ tịch cho đến năm 1920 khi bà được ban cho danh hiệu người sáng lập.

### Bệnh và qua đời
Juliette Gordon Low bị ung thư vú năm 1923, nhưng giữ bí mật và tiếp tục công việc hàng ngày với các nữ Hướng đạo sinh. Bà mất ngày 17 tháng 1 năm 1927 vì căn bệnh ung thư này, và được chôn cùng với đồng phục Nữ Hướng đạo của bà ở Nghĩa trang Laurel Grove tại Savannah.

## Vinh danh
- Trong Chiến tranh thế giới thứ hai, một chiếc Tàu Tự do đã được đặt tên của bà là chiếc SS Juliette Low, số hiệu 2446. Chiếc tàu này được hạ thủy ngày 12 tháng 5 năm 1944 và tháo vở năm 1972.
- Ngày 3 tháng 7 năm 1948, Tổng thống Harry S. Truman ký một sắc lệnh cho phép in một con tem để vinh danh Juliette Gordon Low. Bà là một phụ nữ thứ tám được in tem vinh danh.
- Năm 1953, Hội Nữ Hướng đạo Mỹ mua và sửa sang lại ngôi nhà thời tuổi thơ của bà tại Savannah. Nó trở thành Trung tâm Nữ Hướng đạo Quốc gia Juliette Gordon Low. Năm 1965, ngôi nhà được xếp thành Di tích Lịch sử Quốc gia.
- Năm 1954, thành phố Savannah, Georgia vinh danh bà bằng cách lấy tên bà đặt cho một ngôi trường.  Một trường có tên Juliette Low cũng có ở Anaheim, California.
- Ngày 28 tháng 10 năm 1979, tên Juliette Low được liệt kê vào National Women's Hall of Fame tại Seneca Falls, New York.
- Ngày 2 tháng 12 năm 1983, Tổng thống Ronald Reagan ký một sắc lệnh đặt tên một tòa nhà liên bang mới tại Savannah để vinh danh Juliette Low. Nó là một tòa nhà liên bang thứ hai trong lịch sử được đặt tên của phụ nữ.
- Năm 1992, một nhóm phi lơi nhuận ở Georgia đã vinh danh Juliette Low là một trong những phụ nữ thành đạt đầu tiên của Georgia. Một tượng bán thân của Juliette Low được trưng bày tại tòa nhà quốc hội tiểu bang.
- Năm 2000, Thế giới Người điếc Thạch cao, một triển lãm du lịch, có trưng bày tượng hình Juliette Low như một người điếc nổi tiếng của Hoa Kỳ.
- Năm 2005, Juliette Low được vinh danh như một phần của một đài tưởng niệm mới tại Washington, D.C. có tên là The Extra Mile Points of Light Volunteer Pathway. Các huân chương có lồng hình người của đài tưởng niệm được đặt trong lề đường kế cạnh Nhà Trắng, tạo thành một con đường đi bộ dài một dặm.[1]
- Tuy nhiên một trong những vinh dự to lớn nhất của Juliette là tình yêu mà bà vẫn còn có được từ các bé gái khắp nơi trên thế giới.